# Wiktor Rodin
Wiktor Siemionowicz Rodin (ros. Виктор Семёнович Родин, ur. 19 listopada 1928 we wsi Dubrowki w obwodzie penzeńskim, zm. 17 września 2011 w Moskwie) – radziecki generał pułkownik.

## Życiorys
Początkowo był sekretarzem rejonowego komitetu Komsomołu, zakładał komsomolskie komórki na wsi, 1949 wstąpił do Armii Radzieckiej, 1954 ukończył Leningradzką Wojskową Szkołę Polityczną im. Engelsa, a 1964 Wojskową Akademię Polityczną im. W.I. Lenina. Od 1950 należał do WKP(b). W 1969 ukończył Wojskową Akademię Sztabu Generalnego Sił Zbrojnych ZSRR, pełnił szereg stanowisk politycznych w Wojskach Lądowych w Uralskim, Leningradzkim, Turkiestańskim i Kijowskim Okręgu Wojskowym, Grupie Wojsk Radzieckich w Niemczech i Wojskach Kierunku Południowo-Zachodniego. Od 1982 generał pułkownik, 1985-1991 członek Rady Wojskowej i szef Zarządu Politycznego Wojsk Rakietowych Przeznaczenia Strategicznego ZSRR, od 6 marca 1986 do 2 lipca 1990 zastępca członka KC KPZR. Pochowany na Cmentarzu Trojekurowskim w Moskwie.

## Odznaczenia
- Order Rewolucji Październikowej (1985)
- Order Czerwonego Sztandaru (1980)
- Order Czerwonej Gwiazdy (dwukrotnie – 1967 i 1979)
- Order „Za służbę Ojczyźnie w Siłach Zbrojnych ZSRR” II klasy (1990)
- Order „Za służbę Ojczyźnie w Siłach Zbrojnych ZSRR” III klasy (1975)

i wiele medali.